# Codice ATC D07
Il codice ATC D07 "Corticosteroidi, preparati dermatologici" è un sottogruppo del sistema di classificazione Anatomico Terapeutico e Chimico, un sistema di codici alfanumerici sviluppato dall'OMS per la classificazione dei farmaci e altri prodotti medici. Il sottogruppo D07 fa parte del gruppo anatomico D, farmaci per l'apparato tegumentario.
Codici per uso veterinario (codici ATCvet) possono essere creati ponendo la lettera Q di fronte al codice ATC umano: QD07... I codici ATCvet senza corrispondente codice ATC umano sono riportati nella lista seguente con la Q iniziale.
Numeri nazionali della classificazione ATC possono includere codici aggiuntivi non presenti in questa lista, che segue la versione OMS.

## D07A Corticosteroidi, semplici

### D07AA Corticosteroidi, deboli (gruppo I)
D07AA01 Metilprednisolone
D07AA02 Idrocortisone
D07AA03 Prednisolone

### D07AB Corticosteroidi, moderatamente potenti (gruppo II)
D07AB01 Clobetasone
D07AB02 Idrocortisone butirrato
D07AB03 Flumetasone
D07AB04 Fluocortin
D07AB05 Fluperolone
D07AB06 Fluorometolone
D07AB07 Fluprednidene 21-acetato
D07AB08 Desonide
D07AB09 Triamcinolone
D07AB10 Alclometasone
D07AB11 Idrocortisone buteprato
D07AB19 Desametazone
D07AB21 Clocortolone
D07AB30 Associazioni di corticosteroidi

### D07AC Corticosteroidi, potenti (gruppo III)
D07AC01 Betametasone
D07AC02 Fluoclorolone
D07AC03 Desossimetasone
D07AC04 Fluocinolone acetonide
D07AC05 Fluocortolone
D07AC06 Diflucortolone
D07AC07 Fludroxicortide
D07AC08 Fluocinonide
D07AC09 Budesonide
D07AC10 Diflorasone
D07AC11 Amcinonide
D07AC12 Alometasone
D07AC13 Mometazone fluorato
D07AC14 Metillprednisolone aceponato
D07AC15 Beclometasone
D07AC16 Idrocortisone aceponato
D07AC17 Fluticasone
D07AC18 Prednicarbato
D07AC19 Difluprednato
D07AC21 Ulobetasolo
QD07AC90 Resocortolo butirrato

### D07AD Corticosteroidi, molto potenti (gruppo IV)
D07AD01 Clobetasolo propionato
D07AD02 Alcinonide

## D07B Corticosteroidi, associazioni con antisettici

### D07BA Corticosteroidi, deboli, associazioni con antisettici
D07BA01 Prednisolone e antisettici
D07BA04 Idrocortisone e antisettici

### D07BB Corticosteroidi, moderatamente attivi, associazioni con antisettici
D07BB01 Flumetasone e antisettici
D07BB02 Desonide e antisettici
D07BB03 Triamcinolone e antisettici
D07BB04 Idrocortisone butirrato e antisettici

### D07BC Corticosteroidi, potenti, associazioni con antisettici
D07BC01 Betametasone e antisettici
D07BC02 Fluocinolone acetonide e antisettici
D07BC03 Fluocortolone e antisettici
D07BC04 Diflucortolone e antisettici

## D07C Corticosteroidi, associazioni con antibiotici

### D07CA Corticosteroidi, deboli, associazioni con antibiotici
D07CA01 Idrocortisone e antibiotici
D07CA02 Metilprednisolone e antibiotici
D07CA03 Prednisolone e antibiotici

### D07CB Corticosteroidi, moderatamente potenti, associazioni con antibiotici
D07CB01 Triamcinolone e antibiotici
D07CB02 Fluprednidene e antibiotici
D07CB03 Fluorometolone e antibiotici
D07CB04 Desametasone e antibiotici
D07CB05 Flumetasone e antibiotici

### D07CC Corticosteroidi, potenti, associazioni con antibiotici
D07CC01 Betametasone e antibiotici
D07CC02 Fluocinolone acetonide e antibiotici
D07CC03 Fludrossicortide e antibiotici
D07CC04 Beclometasone e antibiotici
D07CC05 Fluocinonide e antibiotici
D07CC06 Fluocortolone e antibiotici

### D07CD Corticosteroidi, molto potenti, associazioni con antibiotici
D07CD01 Clobetasolo e antibiotici

## D07X Corticosteroidi, altre combinazioni

### D07XA Corticosteroidi, deboli, altre combinazioni
D07XA01 Idrocortisone
D07XA02 Prednisolone

### D07XB Corticosteroidi, moderatamente potenti, altre combinazioni
D07XB01 Flumetasone
D07XB02 Triamcinolone
D07XB03 Fluprednidene
D07XB04 Fluorometolone
D07XB05 Desametasone
D07XB30 Combinationi di corticosteroidi

### D07XC Corticosteroidi, potenti, altre combinazioni
D07XC01 Betametasone
D07XC02 Desoximetasone
D07XC03 Mometasone
D07XC04 Diflucortolone
D07XC05 Fluocortolone